# НПО ЦКТИ имени И. И. Ползунова
ОАО «Научно-производственное объединение по исследованию и проектированию энергетического оборудования им. И. И. Ползунова» (ранее Центральный научно-исследовательский и проектно-конструкторский котлотурбинный институт им. И. И. Ползунова, ЦКТИ) — российская компания по разработке энергетического оборудования.
Центральный котлотурбинный институт (ЦКТИ) был создан в 1927 году в Ленинграде во время реализации плана ГОЭЛРО, по инициативе А. Ф. Иоффе, М. В. Кирпичёва, М. А. Шателена, В. Н. Шрётера на базе теплотехнического отдела ГФТЛ академика А. Ф. Иоффе (ныне Физико-технический институт имени А. Ф. Иоффе РАН) и Бюро теплотехнических испытаний Технологического института.
Название института в разное время было различным: ЛОТИ, НИКТИ, ВИТГЭО и, наконец, ЦКТИ (Центральный котлотурбинный институт).
В 1944 году было создано московское отделение института МОЦКТИ.
В 1947 году институту было присвоено имя создателя первой в России паровой машины И. И. Ползунова.
В 1960 году ЦКТИ был определён головным институтом в области энергомашиностроения.
В 1976 году на базе ЦКТИ создано Научно-производственное объединение по исследованию и проектированию энергетического оборудования — НПО ЦКТИ. В состав Объединения вошли Центральный котлотурбинный институт, Опытный завод ЦКТИ, филиалы в Барнауле и Ростове.
В 1977 году за заслуги в области исследований и разработок по созданию нового энергооборудования НПО ЦКТИ было награждено орденом Октябрьской Революции.
В конце 1977 года в соответствии с приказом Министра энергетического машиностроения СССР на базе московского отделения ЦКТИ (МОЦКТИ), возглавляемого Глебовым Владимиром Петровичем, создан Всероссийский научно-исследовательский и проектно-конструкторский институт атомного и энергетического машиностроения (ВНИИАМ).
В 1994 году НПО ЦКТИ им. И. И. Ползунова было преобразовано в акционерное общество открытого типа.
На конец 2014 г. 35,27 % акций компании принадлежали ОАО «Силовые машины — ЗТЛ, ЛМЗ, Электросила, Энергомашэкспорт». Впервые в постприватизационной истории развития экономики России в состав крупной промышленной группы с преобладанием национального частного капитала была включена организация отраслевой науки. В частности, она вместе с СКБ заводов занималась разработкой основного оборудования машинного зала для атомных электростанций нового поколения.
На территории компании по адресу Атаманская улица, 3 — Кременчугская улица, 6 находятся три исторических комплекса зданий в стиле модерн: Центральная электростанция городского трамвая (1907), ставшая в 1938 г. Государственной экспериментальной электростанцией ЦКТИ, комплекс зданий бывшей Пересыльной тюрьмы (1894), и комплекс зданий Дамского попечительного о тюрьмах комитета (Убежище для женщин, выходящих из мест заключения имени принцессы Е. М. Ольденбургской (1883) и Евгеньевский приют для арестантских детей) (1881)). Они включены в Единый государственный реестр объектов культурного наследия народов Российской Федерации в качестве объектов культурного наследия регионального значения. В здании Убежища для женщин, выходящих из мест заключения, прошло детство Даниила Хармса (Убежищем руководила его мать Н. И. Ювачева-Колюбакина).